# اوتو بوشر
اوتو بوشر (آلمانی: Otto Bucher؛ زادهٔ ۱۹۰۱ - درگذشته نامشخص) قایقران روئینگ اهل سوئیس بود.